# Nordwasiristan
Nordwasiristan ist ein Verwaltungsdistrikt in Pakistan in der Provinz Khyber Pakhtunkhwa. Sitz der Distriktverwaltung ist die Stadt Miranshah. Der Distrikt bildet den nördlichen Teil der Region Wasiristan.
Der Distrikt hat eine Fläche von 4707 km² und nach der Volkszählung von 2017 543.254 Einwohner. Die Bevölkerungsdichte beträgt 115 Einwohner/km².

## Geografie
Der Distrikt befindet sich im Südwesten der Provinz Khyber Pakhtunkhwa, die sich im Norden von Pakistan befindet.

## Geschichte
Die Briten marschierten 1894 in Wasiristan ein. Nach den britischen Militäreinsätzen in den Jahren 1894 bis 1895 wurde Wasiristan in zwei Agencys aufgeteilt, Nordwasiristan und Südwasiristan. Nach der Unabhängigkeit Pakistans 1947 wurde das Gebiet ein Teil der Stammesgebiete unter Bundesverwaltung. Im Rahmen des Konflikts in Nordwest-Pakistan wurde das Gebiet eine Hochburg der Tehrik-i-Taliban Pakistan und mehrere militärische Operationen fanden hier statt. 2018 wurden die Stammesgebiete aufgelöst und Nordwasiristan wurde als Distrikt Teil der Provinz Khyber Pakhtunkhwa.

## Demografie
Zwischen 1998 und 2017 wuchs die Bevölkerung um jährlich 2,17 %. Von der Bevölkerung leben ca. 1 % in städtischen Regionen und ca. 99 % in ländlichen Regionen. Das Geschlechterverhältnis liegt bei 106,7 Männer pro 100 Frauen und ergibt damit einen für Pakistan häufigen Männerüberschuss. Im Distrikt wird vorwiegend die Sprache Pashto gesprochen. Die Bevölkerung gehört dem Volk der Paschtunen an, welche den wasiristanischen Dialekt sprechen. Sie haben einen Ruf als beeindruckende Krieger und sind bekannt für ihre häufigen Blutfehden. Die Stämme sind in Substämme unterteilt, die von männlichen Dorfältesten regiert werden, die sich in einer Stammesjirga treffen. Wasiristan ist sozial und religiös ein äußerst konservatives Gebiet.
| Jahr | Einwohnerzahl |
| ---- | ------------- |
| 1972 | 250.663       |
| 1981 | 238.910       |
| 1998 | 361.246       |
| 2017 | 543.254       |

## Wirtschaft
Nordwasiristan zählt zu den ärmsten und abgelegensten Regionen in Pakistan. Lebensgrundlage für den größten Teil der Bevölkerung ist die Landwirtschaft, welche auf Subsistenzniveau betrieben wird.

## Galerie

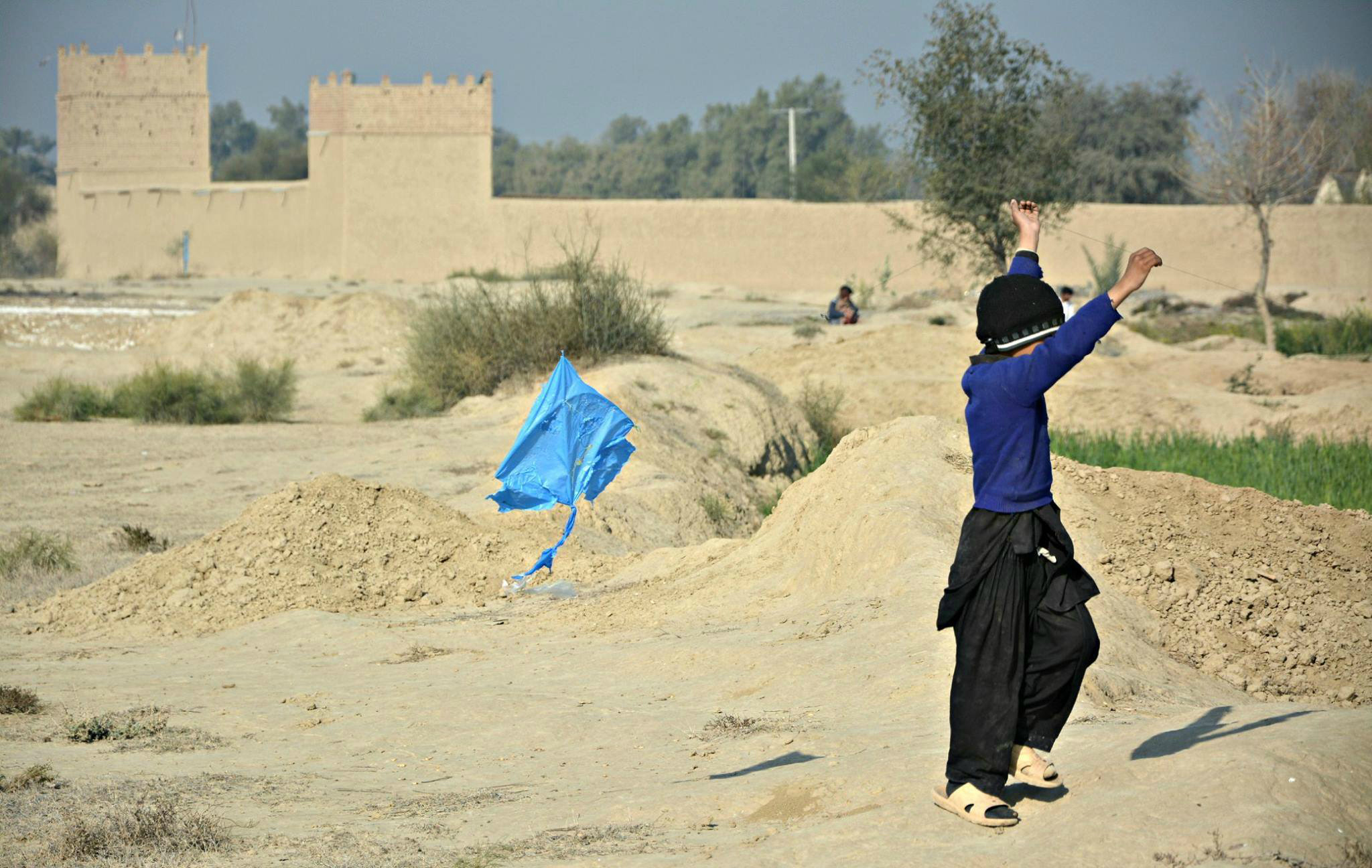
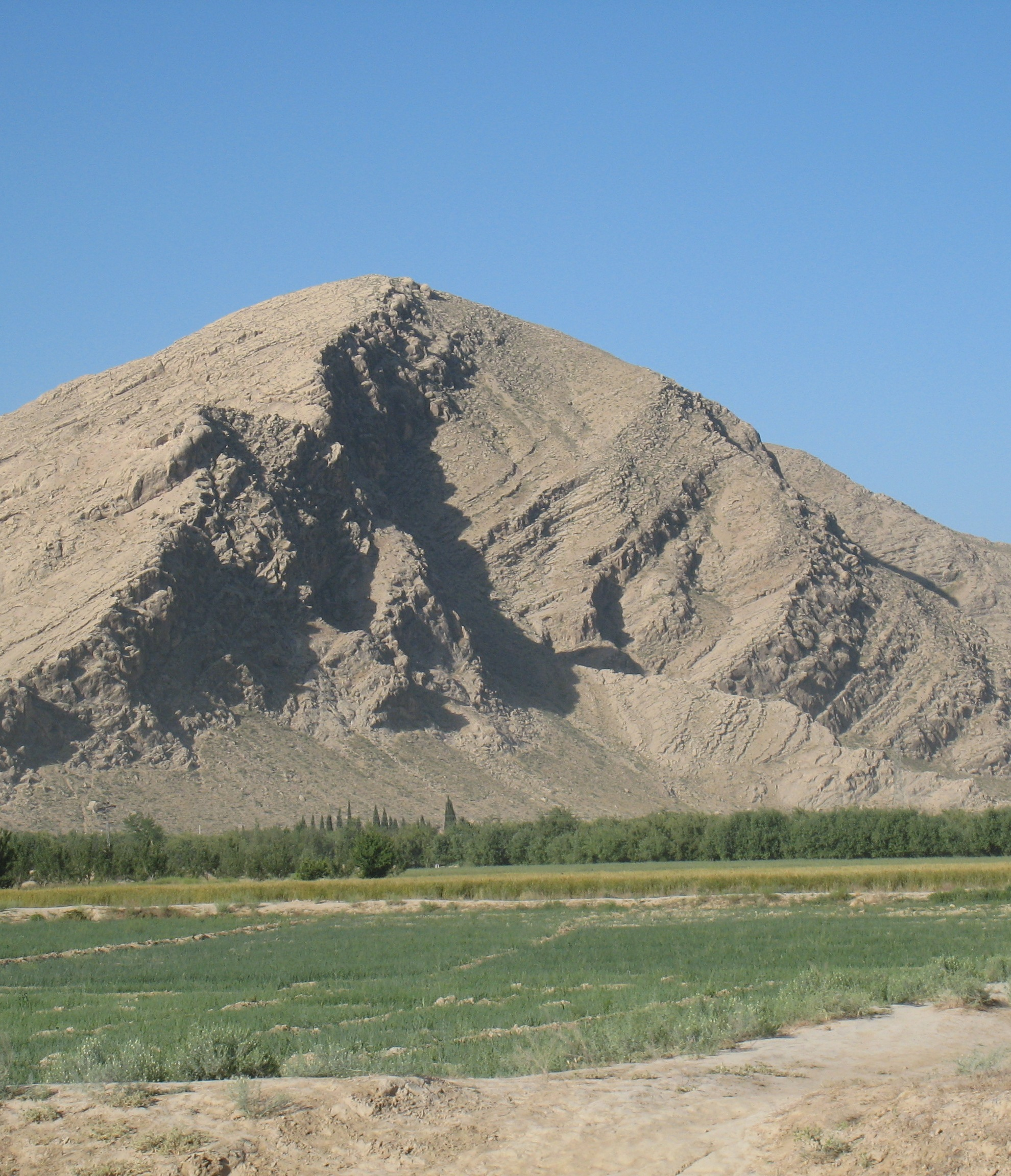
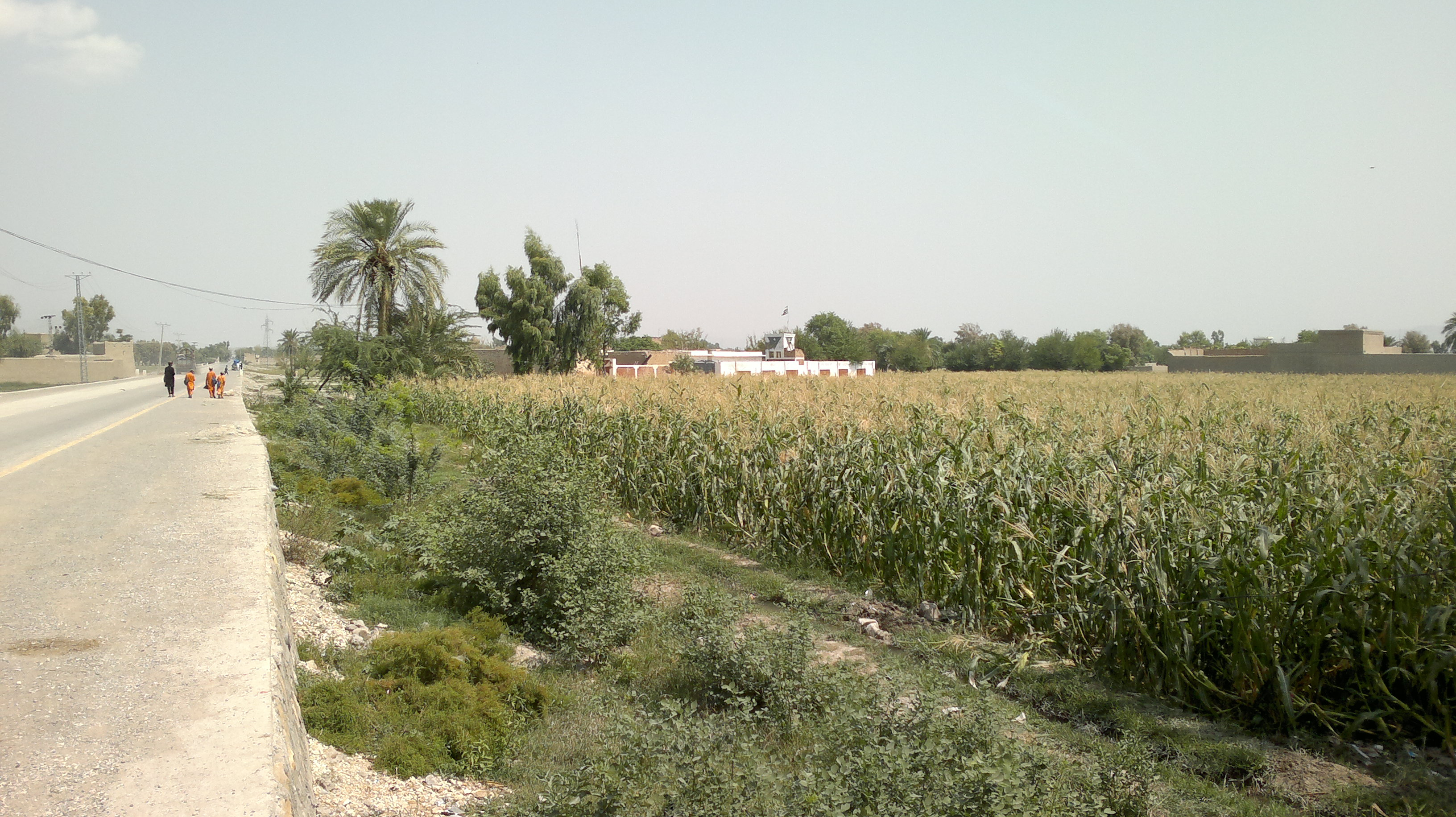